# Paradidyma conica
Paradidyma conica är en tvåvingeart som först beskrevs av Townsend 1891.  Paradidyma conica ingår i släktet Paradidyma och familjen parasitflugor. Inga underarter finns listade i Catalogue of Life.